# Sky Blue Sky
Albums de Wilco
A Ghost Is Born
(2004) Wilco (The Album)
(2009)
Sky Blue Sky est le sixième album studio du groupe américain Wilco, sorti le 15 mai 2007.

## Liste des titres
| No  | Titre                        | Durée |
| --- | ---------------------------- | ----- |
| 1.  | Either Way                   | 3:05  |
| 2.  | You Are My Face              | 4:38  |
| 3.  | Impossible Germany           | 5:57  |
| 4.  | Sky Blue Sky                 | 3:23  |
| 5.  | Side with the Seeds          | 4:15  |
| 6.  | Shake It Off                 | 5:40  |
| 7.  | Please Be Patient with Me    | 3:17  |
| 8.  | Hate It Here                 | 4:31  |
| 9.  | Leave Me (Like You Found Me) | 4:09  |
| 10. | Walken                       | 4:26  |
| 11. | What Light                   | 3:35  |
| 12. | On and On and On             | 4:00  |